# 光棍终结者
《光棍终结者》（英語：Single No More），2011年11月11日在中国大陆上映的爱情电影。

## 主演
| 姓名   | 角色    | 备注                                                                     |
| ------ | ------- | ------------------------------------------------------------------------ |
| 段钧豪 | 小 朗   | 学生时代帮助同学泡妞而理论经验丰富，毕业后组成“光棍终结者”团队。         |
| 李艾   | 美 玲   | 现代都市电台的女主播，小朗所寻找的“绝世好老婆”。                         |
| 周韦彤 | 可 可   | 大力的同学，野蛮女生，与大力在毕业散伙晚会上有过一夜情，最终两人在一起。 |
| 马克   | 大 力   | 小朗的同学，大力对待所有女生“只强调锻炼技巧不可以投入感情”。             |
| 周晓鸥 | 赵明亮  | 都市大龄剩男，“光棍终结者”团队成员，因为挑剔而找不到对象。               |
| 赵韦至 | 皮特·胡 | 在美国硅谷打拼的富二代，深信爱情建立在物质基础之上，和小朗是情敌。       |
| 罗家英 | 黄教授  | 一个前卫的老头，名牌大学社会学教授，“光棍终结者”终身名誉顾问。           |

## 上映
该片首映礼于2011年11月11日世纪神棍节在广东省深圳市上映，三个主演在发布会上谈及自己的失恋情伤往事，呼吁“脱光”，终结“剩斗士”身份。

## 外部连接
- 豆瓣电影上《光棍终结者》的資料 （简体中文）
- 时光网上《光棍终结者》的資料（简体中文）